# لاويون
اللاويون، أو سبط اللاويين،  هم أحد أسباط بني إسرائيل الاثنا عشر،  وهم نسل لاوي الابن الثالث ليعقوب وليئة. كان للاوي ثلاثة أبناء هم: جرشون وقهات ومراري، أسس كل منهم عشيرة نُسبت لاسمه وهم الجرشونيون والقهاتيون والمراريون. قد كان موسى وهارون لاويين من بيت عمرام بن قهات.
وعندما قاد يشوع بني إسرائيل إلى أرض كنعان، كان اللاويين القبيلة الإسرائيلية الوحيدة التي قُسمت بينهم المدن، ولم يُسمح لهم بأن يكونوا ملاك للأراضي لأنها ملك للرب.
في العصر الحديث تم دمج اللاويين في المجتمعات اليهودية، ولكنهم يحتفظون بوضع متميز. هناك ما يقدر بنحو 300000 من اللاويين بين المجتمعات اليهودية،  وعدد مماثل بين السفارديين والمزراحيين، وتبلغ النسبة المئوية الإجمالية لللاويين بين السكان اليهود الأوسع حوالي 4٪.

## الكهنوت

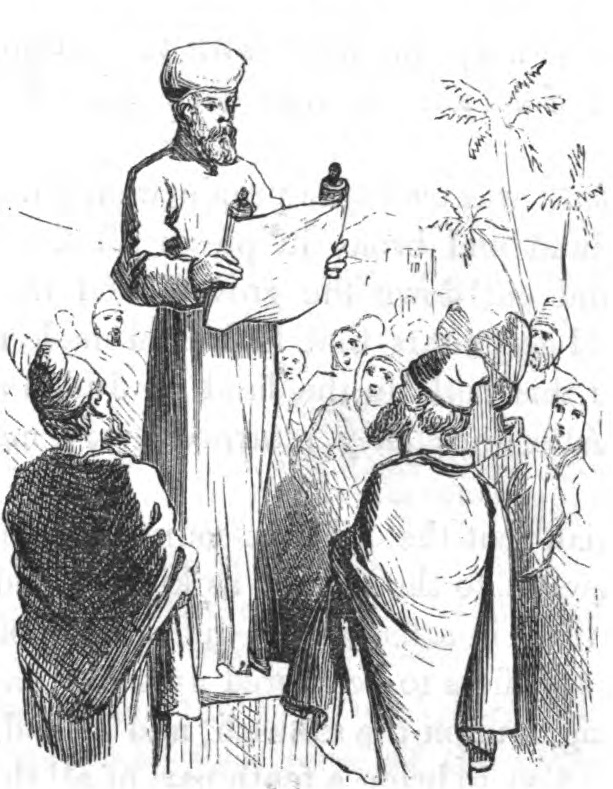
أحد اللاويين يتلو على الناس أحكام الشريعة.

بعد خروج بني إسرائيل من مصر، وقع الاختيار على اللاويين لخدمة التابوت المقدس وليكنو الكهنة من سبط اللاويين، يفسر الكتاب العبري اختيار اللاويين دون غيرهم ليكونوا الكهنة؛ بأنهم رجعوا عن عبادة عجل الذهب زمن موسى وحدهم من تلقاء أنفسهم إلى عبادة الله،  ينما يُعتقد بعض العلماء أن الكهنوت كان مفتوحًا لأي سبط من أسباط بني إسرائيل، ثم تدريجياً أصبح يقتصر على اللاويين.
تولّى سبط لاوي واجبات دينية معينة لبني إسرائيل،  وكانت تأخد العشر من أسباط بني إسرائيل،  وتولوا أعمال الكهنوت والتقديس في الهيكل ورعايته.
وبحسب التوراة، كان عدد اللاويين الذين خرجوا من مصر 22,300 شخص،. وكانت مهمتهم نصب وفض خيمة الاجتماع في الترحال. وفي زمن داوود، كان اللاويون ينقسمون إلى أربعة أقسام:
- مساعدوا الكهنة
- القضاة والكتبة[13][14]
- البوابون
- والموسيقيون.[15][16]

وكان كل قسم من هذه الأقسام ما عدا القسم الثاني يتفرع إلى 24 فرقة للتناوب على الخدمة، ولما انحلت مملكة إسرائيل الشمالية، نزح اللاويون إلى يهوذا في الجنوب وأورشليم.

## وصلات خارجية
- أربعة وعشرون مكانًا في التاناخ حيث يطلق على الكهنة اسم اللاويين - Kehuna.org
- LeviteDNA.org